# (5099) Iainbanks
(5099) Iainbanks ist ein Asteroid des inneren Hauptgürtels, der am 16. Februar 1985 von dem belgischen Astronomen Henri Debehogne am La-Silla-Observatorium der Europäischen Südsternwarte in Chile (IAU-Code 809) entdeckt wurde. Unbestätigte Sichtungen des Asteroiden hatte es schon vorher gegeben, zum Beispiel am 17. November 1979 mit der vorläufigen Bezeichnung 1979 WC7 am Krim-Observatorium in Nautschnyj.
Der Astronom José Luis Galache schätzt den mittleren Durchmesser des Asteroiden auf 6,1 km. Dies entspricht den Berechnungen des mittleren Durchmessers.
(5099) Iainbanks wurde auf Vorschlag von José Luis Galache nach dem schottischen Schriftsteller Iain Banks benannt. Iain Banks verstarb am 9. Juni 2013. Die Veröffentlichung der Benennung des Asteroiden durch die Internationale Astronomische Union erfolgte 14 Tage später, am 23. Juni 2013, wobei die Erstveröffentlichung falscherweise mit der Nummer 29760 erfolgte. Dies wurde am 22. Juli 2013 korrigiert. Der Asteroid (13956) Banks hingegen war 2005 nach Joseph Banks benannt worden.